# Quê hương (giao hưởng)
Quê hương là bản giao hưởng đầu tiên của Việt Nam, do nhạc sĩ Hoàng Việt sáng tác. Được sáng tác trong thời gian Hoàng Việt đi du học tại Bulgaria, tác phẩm bao gồm 4 chương, với nội dung nói về cuộc chiến đấu của nhân dân Việt Nam chống quân xâm lược và thống nhất đất nước.

## Hoàn cảnh sáng tác
Hoàng Việt sinh tại Chợ Lớn, từng tham gia chiến tranh Đông Dương ở Nam Bộ, sau đó tập kết ra Bắc, học tại Trường Âm nhạc Việt Nam. Năm 1958, ông được cử sang học tại Nhạc viện Quốc gia Bulgaria ở Sofia. Bản giao hưởng Quê hương là Tác phẩm tốt nghiệp của ông, cũng là tác phẩm nhạc giao hưởng đầu tiên của Việt Nam. Bản giao hưởng này cũng là tác phẩm lớn đầu tiên và cuối cùng của Hoàng Việt. Ông mặc định đây là “Giao hưởng số 1” với lời đề tặng “Kính dâng Nam Bộ trong cuộc chiến đấu anh dũng chống ngoại xâm”.

## Biểu diễn
Trong năm 1964, Quê hương đã được biểu diễn ba lần tại thủ đô Bulgaria: lần thứ nhất trong dịp Hoàng Việt thi tốt nghiệp với Dàn nhạc Nhạc viện Sofia và hai lần nữa để phục vụ công chúng với Dàn nhạc Giao hưởng Bulgaria. Dàn nhạc Giao hưởng Bulgaria cũng đã thu thanh giao hưởng Quê hương để phát trên đài phát thanh Quốc gia. Tại Việt Nam, khi Hoàng Việt trở về Hà Nội, bản giao hưởng này cũng đã được Nhà hát giao hưởng hợp xướng nhạc vũ kịch Việt Nam và hai ca sĩ Quốc Hương, Vũ Dậu dàn dựng, công diễn cùng bản giao hưởng số 5 của nhạc sĩ người Nga P.I.Tchaikovsky vào ba đêm 26, 27, 28 tháng 3 năm 1965 tại Nhà hát Lớn Hà Nội dưới sự huy của nhạc trưởng, nghệ sĩ công huân người Triều Tiên Lee Hyeong Eun.

## Nội dung
Bản giao hưởng gồm 4 chương, với nhiều hình tượng âm nhạc khác nhau nhưng đều hướng tới một nội dung chung là nói lên cuộc chiến tranh Việt Nam. Bản nhạc được viết ở cung Đô trưởng.
Trong bản giao hưởng đầu tiên này, Hoàng Việt đã đặt ra một vấn đề thuộc tính bút pháp rất quan trọng, đó là làm thế nào để tác phẩm với loại ngôn ngữ mang “tính nhân loại” này có thể cảm nhận được và gần gũi với người nghe Việt Nam trong giai đoạn đầu tiên tiếp cận với nhạc giao hưởng, đồng thời không được làm giảm đi “tính giao hưởng” cũng như bản sắc dân tộc, nhất là tính “thống nhất” giữa các mặt “đối lập” trong tác phẩm.

### Chương I - Moderato
Chương thứ nhất mô tả những ngày tháng Tám năm 1945 cướp chính quyền và cuộc chiến tranh Việt Nam. Mở đầu vào chương này, tác giả đã sử dụng âm vang kêu gọi từ bài "Hội nghị Diên Hồng" của Lưu Hữu Phước trên nền dàn nhạc dây với tiếng trống thúc giục, đồng thời xen kẽ vào đó những tiết điệu ngắn gọn từ nét nhạc "Nam Bộ kháng chiến" của Tạ Thanh Sơn. Sau đó, cả dàn nhạc cùng đồng nhất vang lên bài "Lên đàng" của Lưu Hữu Phước, đây là chủ đề âm nhạc mang tính chủ đạo được xuất hiện nhiều lần với các dạng khác nhau trong suốt quá trình phát triển của toàn bộ chương này. Nếu vào phần mở đầu của bản giao hưởng, tiết điệu ngắn gọn từ bài "Nam Bộ kháng chiến" đã vang lên lúc ẩn lúc hiện. 
Ca Lê Thuần miêu tả "tất cả mọi diễn biến, mọi xung đột giữa nhân dân và kẻ thù được Hoàng Việt mô tả một cách đầy đủ trong phần phát triển của chương I". Nét nhạc "Nam Bộ kháng chiến" và "Lên đàng" luôn luôn được xen kẽ với chủ đề thể hiện quân địch bằng những "bước đi nặng nề và thô bạo". Về cuối chương I, tiếng kèn đồng vang lên một cách trang nghiêm, hùng vĩ làm nền cho khúc nhạc dạo đầu bài "Chiến thắng Điện Biên" của Đỗ Nhuận và đi xen kẽ vào đó là âm điệu bài "Nam Bộ kháng chiến". Với tất cả sự kết hợp tinh tế đó, tác giả đã kết thúc chương thứ nhất "một cách huy hoàng, tràn ngập không khí vui mừng thắng lợi."

### Chương II - Andantino Pastorale
Chương thứ hai: Quê hương trong những năm kháng chiến, đất nước được giải phóng và sau hòa bình. Với nhịp điệu chậm rãi và trên nền hòa âm mang màu sắc dân gian xuất hiện nét nhạc "duyên dáng, trữ tình" của bài "Lên đàng". Nhịp điệu bỗng nhiên có sự thay đổi bằng tiết tấu nhảy múa sôi động và giai điệu bài Kỵ binh Việt Nam. Trong quá trình phát triển âm nhạc ở chương II, chủ đề bài "Lên ngàn" được thay đổi bằng nhiều dạng khác nhau và càng về cuối chương, âm nhạc càng được mở rộng ra bằng những hành động tương phản khác nhau. 
Có lúc người nghe cảm nhận được âm điệu giống như bài "Cây trúc xinh" (dân ca Bắc Bộ) nhưng tiếp theo đó lại là nét nhạc bài Mùa lúa chín và cũng như vậy giai điệu bài Quê tôi giải phóng của Văn Chung được vang lên đi tiếp sau là bài Lên ngàn. Giáo sư, nhạc sĩ Ca Lê Thuần nhận xét Hoàng Việt đã khéo léo kết hợp các chủ đề "Lên ngàn", "Quê tôi giải phóng" và "Mùa lúa chín" với nhau trong một tổng thể phức điệu chặt chẽ, có logic. Chương II được kết thúc bằng nét nhạc bài "Lên ngàn" với tiết tấu thu gọn.

### Chương III - Allegro
Chương thứ ba: Mô tả cuộc chiến tranh Việt Nam. Mở đầu chương này là một nét nhạc "hung ác, thô bạo với nhịp điệu xáo động, khô khan." Đối lập với nét nhạc trên, Hoàng Việt đã sử dụng bài Giải phóng miền Nam (Huỳnh Minh Siêng) làm chủ đề âm nhạc chủ đạo tượng trưng cho ý chí "quyết tâm đánh thắng quân Mỹ của nhân dân Việt Nam". Kế tiếp đó người nghe còn cảm nhận được màu sắc đặc biệt của âm nhạc Tây Nguyên qua bài "Đợi chờ duyên dáng". Các nét nhạc "Giải phóng miền Nam" và "Đợi chờ" luôn luôn nối tiếp, đi xen kẽ với chủ đề nhạc đã xuất hiện ở đầu chương càng làm cho phần phát triển của chương III này mang nhiều tính chất "xung đột căng thẳng, tràn đầy kịch tính, gợi lên hình ảnh một cuộc chiến đấu hết sức gay go và ác liệt." Vào cuối, tác giả đã kết thúc chương nhạc bằng cách cho xuất hiện chủ đề bài "Lên đàng" đã sử dụng ở chương I với tính chất "trang nghiêm, hùng dũng" cùng với bài chủ đề bài "Giải phóng miền Nam". Đồng thời tiếp sau đó cả hai chủ đề này cùng đi kết hợp nhau trên nền nét nhạc chủ đề.

### Chương IV - Largo espressivo
Chương thứ tư: Chương kết thúc có hợp xướng. Chương nhạc có tính chất vui tươi, huy hoàng, rộn rã và cũng có lúc như lắng dịu, được cho là "ca ngợi cuộc sống tự do thanh bình trên mảnh đất quê hương."

## Nhận định
Giao hưởng được đánh giá là một trong những bản nhạc đỉnh cao của Hoàng Việt. Thông qua tác phẩm, ông được xem là một trong những nhạc sĩ đầu tiên mở đường cho thể loại âm nhạc bác học này ở Việt Nam. Điểm nổi bật của bản Giao hưởng Quê Hương là tác phẩm đã đánh dấu được sự ra đời một thể loại lớn của nhạc bác học – hàn lâm Việt Nam và được thế giới thời bấy giờ chú ý. Trước đó, Việt Nam cũng đã có tác phẩm giao hưởng nhưng là giao hưởng thơ 1 chương hay Tổ khúc giao hưởng ngắn gọn. Giám đốc Nhạc viện Sofia đã nhận xét về bản giao hưởng: "Bản giao hưởng của Hoàng Việt không phải là một tác phẩm tốt nghiệp mà thật sự là một tác phẩm lớn của Việt Nam... Đó là một tác phẩm thành công rực rỡ".